# Diplodactylus galaxias
Espèce
Diplodactylus galaxias est une espèce de gecko de la famille des Diplodactylidae.

## Répartition
Cette espèce est endémique du Pilbara en Australie-Occidentale. 

## Publication originale
- Doughty, Pepper & Keogh, 2010 : Morphological and molecular assessment of the Diplodactylus savagei species complex in the Pilbara region, Western Australia, with a description of a new species. Zootaxa, n. 2393, p. 33–45.